# بار تشمون (شلال ودشتغل)
بار تشمون (بالفارسية: برچامون) هي منطقة سكنية تقع في إيران في قسم شلال ودشتغل الريفي.